# Yevgueni Kisurin
Yevgueni Vladímirovich Kisurin, en ruso: Евгений Владимирович Кисурин (nació el 28 de enero de 1969 en Novosibirsk, Rusia), fue un jugador de baloncesto profesional ruso que jugaba en la posición de ala-pívot. 

## Clubes
- 1993-1994  A.P.U. Udine
- 1994-1996 CSKA Moscú
- 1996-1998 Cibona Zagreb
- 1998-1999 CSKA Moscú
- 1999-2000 Pallacanestro Varese
- 2000  Anwil Włocławek
- 2000  San. Petersburgo Lions
- 2000-2003 Spartak San Petersburgo
- 2003  CSKA Moscú
- 2003 Basket Tula
- 2003-2005  Spartak San Petersburgo
- 2005-2006  Olympique Antibes